# Panathenäische Preisamphore (Sparta)

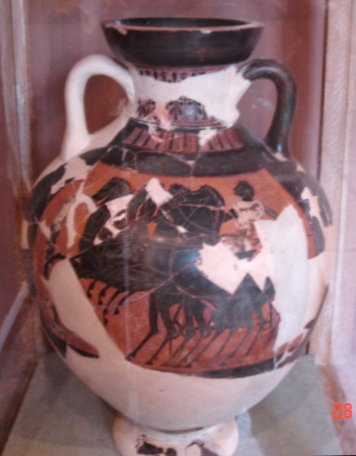

Die panathenäische Preisamphore im Archäologischen Museum von Sparta wurde 1907 im Tempel der Athena Chalkioikos in Sparta gefunden. Sie wird um 510–500 v. Chr. datiert und der Leagros-Gruppe zugeschrieben.
Die ca. 53 cm hohe Vase wurde in fragmentiertem Zustand gefunden und wieder zusammengesetzt. Auf der Vorderseite wird wie gewohnt die Athena dargestellt. Die seitlichen Schlangen der Ägis sind groß und sorgfältig graviert, die Angabe der Schuppen ist flüchtig. Auf dem Schilde ist eine nach rechts blickende Sirene dargestellt. Von der Inschrift ist nur ein Teil enthalten. Auf der Rückseite ist eine Szene vom Wagenrennen dargestellt. Ein Viergespann galoppiert nach links. Der bärtige Lenker trägt ein langes weißes Gewand mit roten Kreuzbändern über der Brust. Vor dem Gespann steht eine weiße Zielsäule mit Basis.